# استن شو
استن شو (انگلیسی: Stan Shaw؛ زادهٔ ۱۴ ژوئیهٔ ۱۹۵۲) یک هنرپیشه اهل ایالات متحده آمریکا است.

## گزیده فیلمشناسی
از فیلم‌ها یا برنامه‌های تلویزیونی که وی در آن نقش داشته‌است می‌توان به آثار زیر اشاره کرد.
- راکی (۱۹۷۶) -
- پسران در کمپانی سی (۱۹۷۸)
- سانتینی کبیر (۱۹۷۹)
- ریشه‌ها: نسل‌های بعدی (۱۹۷۹)
- فرار (۱۹۸۴)
- گلادیاتور (فیلم ۱۹۸۶) (۱۹۸۶)
- شب‌های هارلم (۱۹۸۹)
- ترس (فیلم ۱۹۹۰) (۱۹۹۰)
- گوجه‌فرنگی‌های سبز سرخ‌شده (۱۹۹۱)
- شهادت بدن (فیلم ۱۹۹۳) (۱۹۹۳)
- صعود خورشید (فیلم ۱۹۹۳) (۱۹۹۳)
- جزیره کاتروت (۱۹۹۵)
- روشنی روز (۱۹۹۶)
- چشمان مار (فیلم ۱۹۹۸) (۱۹۹۸)
- جیپرز کریپرز ۳ (۲۰۱۷)